# ورزش دو و میدانی
دو و میدانی به مجموعه‌ای از ورزش‌هایی گفته می‌شود که شامل انواع دو، پرش، پرتاب، پیاده‌روی و رشته‌های ترکیبی است. برگزاری مسابقات دو  میدانی، در مقایسه با دیگر ورزش‌ها، ساده‌تر است و نیاز چندانی به تجهیزات گران‌قیمت ندارد. بیشتر رشته‌های دو و میدانی به‌طورکلی انفرادی هستند، به‌جز دوهای امدادی و برخی از مسابقات مانند دوهای صحرانوردی که در آن‌ها امتیاز اعضای یک تیم با هم جمع می‌شود.
سابقهٔ این ورزش به المپیک باستانیِ یونانیان می‌رسد که از ۷۷۶ قبل از میلاد برگزار می‌شد. این رشته استخوان‌بندی المپیک مدرن را از اوّلین دورهٔ آن تشکیل داده‌است. امروزه اتحادیه بین‌المللی فدراسیون‌های دو و میدانی (IAAF) برگزاری مسابقات دوومیدانی در سطح بین‌المللی را بر عهده دارد و پس از المپیک، معتبرترین رویدادهای این رشته، مسابقات قهرمانی دوومیدانی جهانو قهرمانی دو و میدانی داخل سالن جهان به‌شمار می‌روند.

## تاریخچه

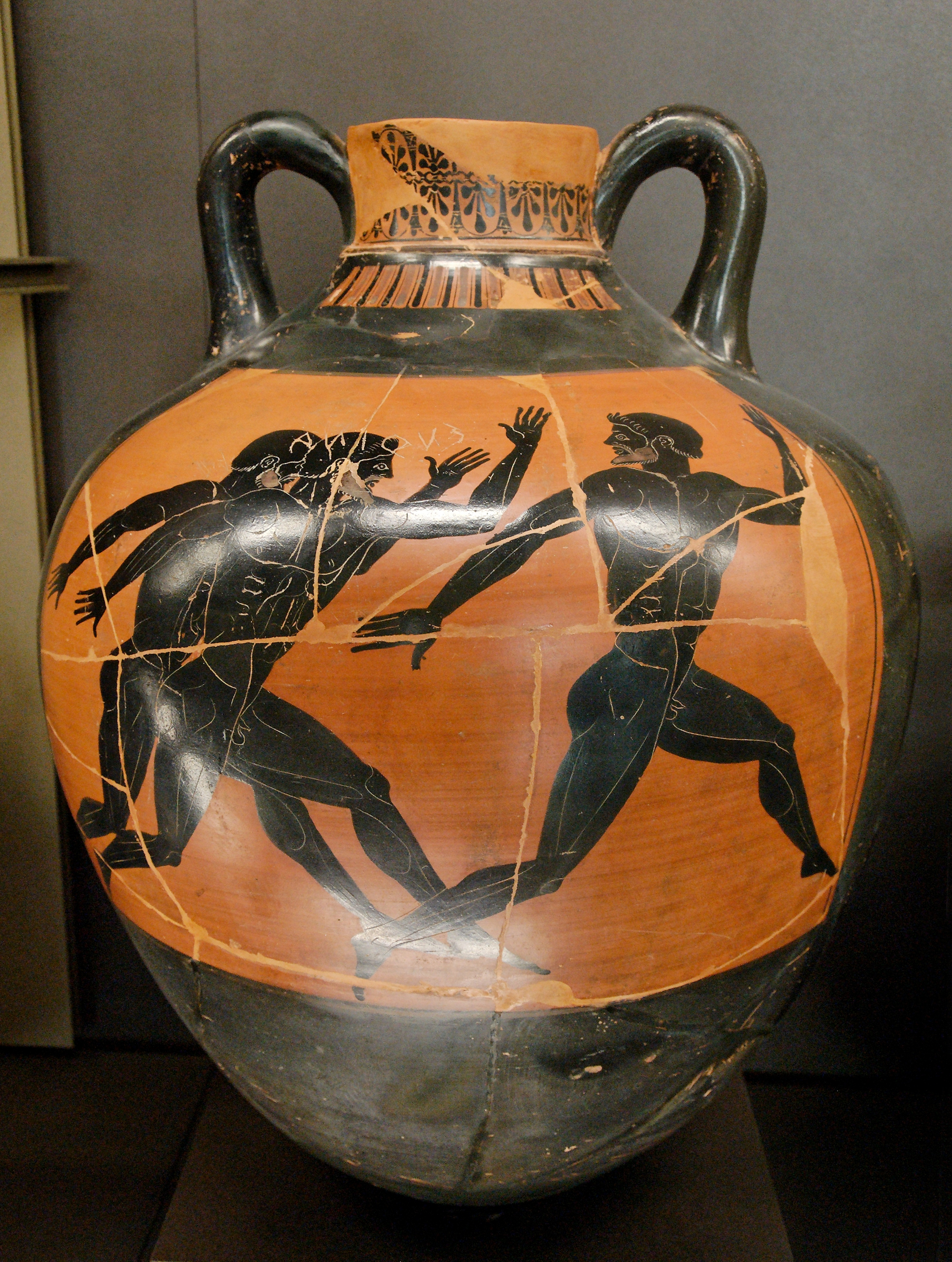
تصویر یک مسابقهٔ دو بر روی یک سفال یونانی، حدود سال ۵۰۰ پ. م

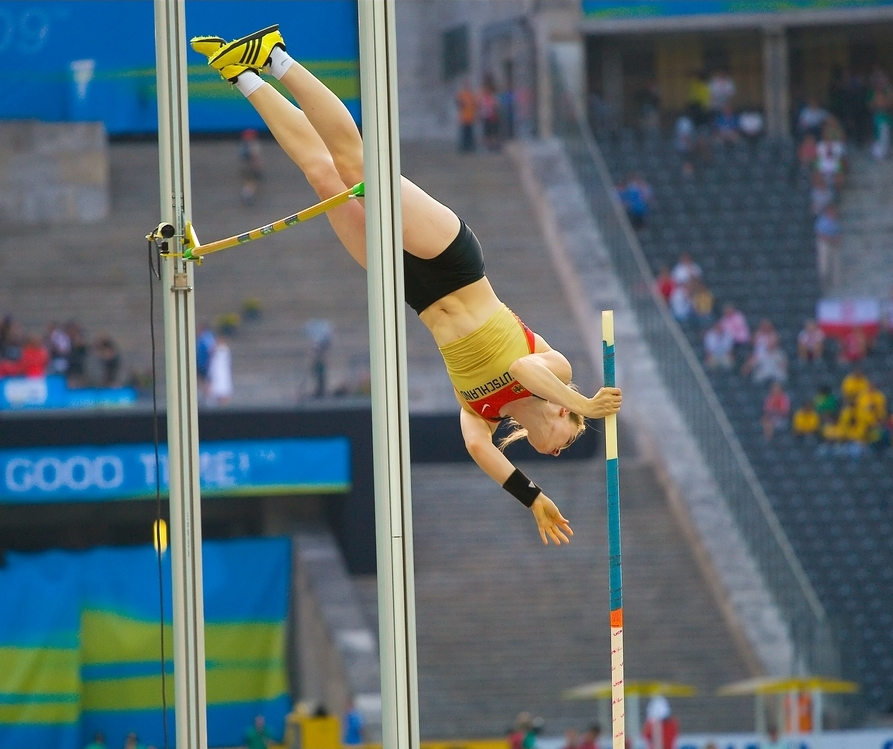
رشتهٔ پرش با نیزه

مسابقات دو، پیاده‌روی سرعت، پرش و پرتاب از دوران پیشاتاریخ تاکنون انجام می‌شده‌است. سنگ‌نگارههایی از مسابقات دو و پرش ارتفاع بر روی مقبره‌های مصری متعلق به ۲۲۵۰ سال پیش از میلاد وجود دارد. ایرلندی‌های باستان از حدود ۱۸۰۰ سال پیش از میلاد مسابقاتی را برگزار می‌کردند که پرتاب سنگ و دو نیز در بین آن‌ها بود. وقتی یونانیان در ۷۷۶ پ. م برگزاری بازی‌های المپیک را آغاز کردند، تنها رشته‌ای که در چندین دورهٔ ابتدایی در آن برگزار شد مسابقهٔ دو سرعت معروف به استادیون بود که دوندگان، طول ورزشگاه (حدود ۲۰۰ متر) را می‌دویدند. در دوره‌های بعدی، رشته‌های دیگری ازجمله پرتاب‌ها و پرش‌ها نیز برگزار شدند و مهم‌ترین رشتهٔ مسابقات پنجگانه محسوب می‌شد که از پنج رشتهٔ دو استادیون، پرش طول، پرتاب دیسک، پرتاب نیزه و کُشتی تشکیل می‌شد.
شعار دوومیدانی در المپیک به زبان یونانی «سیتیوس، آلتیوس، فورتیوس» به‌معنی «سریع‌تر، بالاتر و قوی‌تر» است.

## محل برگزاری مسابقات
مسابقات دو بر روی پیست مخصوص بیضی‌شکل، و مسابقات میدانی، یعنی پرتاب‌ها و پرش‌ها، بر روی زمین چمن ورزشگاه برگزار می‌شود. طول پیست در ورزشگاه‌های فضای باز ۴۰۰ متر و در سالن‌ها ۲۰۰ متر است. بر اساس استانداردهای فدراسیون جهانی دو و میدانی، برگزاری مسابقات دو نباید بیش از ۲۵ دور در فضای باز (دو ۱۰٬۰۰۰ متر استقامت) و ۱۵ دور در سالن (دو ۳۰۰۰ متر نیمه‌استقامت) باشد. مسافت‌های طولانی‌تر، مانند ماراتن و نیمه‌ماراتن، در جاده برگزار می‌شوند.
پرش‌های دوومیدانی شامل پرش ارتفاع، پرش طول، پرش سه‌گام و پرش با نیزه، و رشته‌های پرتابی شامل پرتاب وزنه، پرتاب دیسک، پرتاب نیزه و پرتاب چکش می‌شوند. رشته‌های ترکیبیِ دوومیدانی شامل دهگانه، هفتگانه و پنجگانه هستند که در آن‌ها ورزشکاران در چندین رشته مسابقه می‌دهند و با توجه به نتیجه‌ای که در هر رشته کسب می‌کنند، مطابق جدول امتیازات، امتیازی به‌دست می‌آورند و در پایان، کسی که امتیازات بیشتری به‌دست آورده‌باشد برندهٔ مسابقهٔ ترکیبی خواهد بود.

## رشته‌ها
| دو                             | دو                        | دو                                                            | دو                                                                                        | دو                                      | میدانی                                  | میدانی                                     | رشته‌های ترکیبی                                           |
| دوهای سرعت                     | دوهای نیمه‌استقامت         | دوهای استقامت                                                 | دوهای بامانع                                                                              | دوهای امدادی                            | پرش‌ها                                   | پرتاب‌ها                                    | رشته‌های ترکیبی                                           |
| ------------------------------ | ------------------------- | ------------------------------------------------------------- | ----------------------------------------------------------------------------------------- | --------------------------------------- | --------------------------------------- | ------------------------------------------ | -------------------------------------------------------- |
| ۶۰ متر ۱۰۰ متر ۲۰۰ متر ۴۰۰ متر | ۸۰۰ متر ۱۵۰۰ متر ۳۰۰۰ متر | ۵۰۰۰ متر ۱۰۰۰۰ متر پیاده‌روی ماراتن مسابقات جاده دوی صحرانوردی | ۶۰ متر بامانع ۱۰۰ متر بامانع (زنان) ۱۱۰ متر بامانع (مردان) ۴۰۰ متر بامانع ۳۰۰۰ متر بامانع | ۴ در ۱۰۰ متر امدادی ۴ در ۴۰۰ متر امدادی | پرش ارتفاع پرش طول پرش سه‌گام پرش بانیزه | پرتاب وزنه پرتاب دیسک پرتاب نیزه پرتاب چکش | دهگانه (مردان) هفتگانه (زنان) هفتگانهٔ مردان پنجگانهٔ زنان |

- رشته‌هایی که مورب تایپ شده فقط در قهرمانی جهانِ داخل سالن برگزار می‌شوند.

### مسابقات جاده
دوهای جادّه‌ای مسابقاتی هستند که در جادّه‌های آزاد برگزار می‌شوند و گاه در پیست پایان می‌پذیرند (گاه در پیست نیز آغاز می‌شوند). این مسابقات در مسافت‌های مختلف و معمولاً در رشته‌های استقامتی (۵ کیلومتر به‌بالا) برگزار می‌شوند. دوهای جاده‌ای از محبوب‌ترین رشته‌ها هستند که دوندگان بسیاری ازجمله ورزشکاران حرفه‌ای، آماتور و نیز ورزشکاران تفننی را به خود جذب می‌کنند. مسابقات دو جاده‌ای را برای هر مسافتی می‌توان برگزار کرد؛ اما مسافت‌های معمول ۵ کیلومتر، ۱۰ کیلومتر، نیمه‌ماراتن (۲۱٫۰۹۷۵ کیلومتر) و ماراتن (۴۲٫۱۹۵ کیلومتر) هستند. ماراتن تنها مسابقهٔ دو جاده است که در المپیک و نیز در مسابقات دو و میدانی قهرمانی جهان برگزار می‌شود و با اتمام این رشته المپیک پایان می‌یابد. البته بخش پایانیِ ورزش سه‌گانه هم از دو ۱۰ کیلومتر جاده تشکیل می‌شود. پنج تورنمنت معتبر ماراتن دنیا هر ساله در شهرهای برلین، لندن، بوستون، نیویورک و شیکاگو برگزار می‌شود.

### دو صحرانوردی
دو صحرانوردی طبیعی‌ترین بخش دوومیدانی است که در فضای آزاد و بر روی عوارض طبیعی زمین برگزار می‌شود. مسابقات دو صحرانوردی معمولاً در فصل پاییز و زمستان و در مسافت‌های ۴ تا ۱۲ کیلومتری برگزار می‌شود و مسیر آن معمولاً شامل علف‌زار و زمین‌های خاکی با عبور از درختزارها و دشت‌های باز و تپه‌های با شیب ملایم می‌شود. مهم‌ترین مسابقهٔ این رشتهٔ ورزشی قهرمانی دو صحرانوردی جهان است که از سال ۱۹۷۳ هر سال توسط اتحادیه بین‌المللی فدراسیون‌های دو و میدانی برگزار می‌شود.

### مسابقات پیاده‌روی
مسابقات پیاده‌روی معمولاً بر روی جاده و گاهی بر روی پیست برگزار می‌شود. پیاده‌روی تنها رشتهٔ دوومیدانی است که داورانی بر روی اجرای تکنیک ورزشکاران نظارت دارند. همواره یکی از پاهای «پیاده‌روها» باید با زمین تماس داشته‌باشد و پای جلوی آن‌ها باید صاف باشد و از زانو شکسته نشود. مسابقات پیاده‌روی نیز در مسافت‌های مختلفی برگزار می‌شود. در المپیک، مردان در دو مسافت ۲۰ کیلومتر و ۵۰ کیلومتر، و زنان در مسافت ۲۰ کیلومتر مسابقه می‌دهند.